# Баженовское сельское поселение (Омская область)
Баженовское се́льское поселе́ние — муниципальное образование в Саргатском районе Омской области Российской Федерации.
Административный центр — село Баженово.

## История
Статус и границы сельского поселения установлены Законом Омской области от 30 июля 2004 года № 548-ОЗ «О границах и статусе муниципальных образований Омской области».

## Население
| 2010  | 2011  | 2012  | 2013  | 2014  | 2015  | 2016  |
| ----- | ----- | ----- | ----- | ----- | ----- | ----- |
| 1774  | ↘1767 | ↗1783 | ↘1729 | ↗1730 | ↘1672 | ↘1625 |
| 2017  | 2018  | 2019  | 2020  | 2021  | 2023  |       |
| ↘1563 | ↘1536 | ↘1502 | ↘1490 | ↘1467 | ↘1432 |       |

## Состав сельского поселения
| № | Населённый пункт | Тип населённого пункта       | Население |
| - | ---------------- | ---------------------------- | --------- |
| 1 | Баженово         | село, административный центр | ↘793      |
| 2 | Михайловка       | деревня                      | ↘407      |
| 3 | Николаевка       | деревня                      | ↘74       |
| 4 | Новопокровка     | деревня                      | ↘73       |
| 5 | Павловка         | деревня                      | ↘99       |
| 6 | Преображеновка   | деревня                      | ↘328      |